# Automate d'art
Un automate est un objet contenant des dispositifs mécaniques ou électriques qui lui permettent d'exécuter une suite déterminée d'opérations. Très souvent, un automate imite le comportement d'un être vivant, homme ou animal, il peut alors être un jouet. Il est dit automate d'art quand les mouvements sont censés provoquer une émotion, souvent liée à l'esthétique ou à l'histoire romanesque évoquée; il fait alors partie des objets de la mécanique d'art. Le mouvement devient alors secondaire pour laisser la place à l'imagination.

## Les automates dans l'histoire
Dédale, le mythique créateur du labyrinthe, aurait créé des statues qui bougent les yeux et qui marchent.
Plus vraisemblablement, Ctésibios au IIIe siècle av. J.-C., Philon de Byzance au siècle suivant et Héron d'Alexandrie, au Ier siècle apr. J.-C., auraient été les premiers inventeurs d'automates (bien avant Léonard de Vinci), mus par des moyens hydrauliques ou mécaniques.
Les automates de Héron étaient mus par la vapeur, par la force de l'eau, du sable, ou par l'écoulement de graines de moutarde. Mais il n'en reste rien et les premiers automates d'art encore visibles sont nés au siècle des Lumières, de l'évolution de l'horlogerie.
Au Moyen Âge, la création d'automates est surtout un sujet de préoccupation théologique et un motif littéraire. Diverses personnalités, telles que Virgile, le Pape Sylvestre II ou le théologien Albert le Grand sont accusées de construire des statues parlantes en accord avec le Démon. Des automates apparaissent par exemple dans le Lancelot. Les plus anciens automates construits en Europe sont ceux du picard Villard de Honnecourt (actif dans les années 1225-1250).
Le canard digérateur créé par Jacques de Vaucanson en 1738, exposé en 1844 au Palais-Royal, qui pouvait manger et digérer, cancaner et simuler la nage fut détruit dans un incendie en 1878.
Parmi les nombreux automates réalisés par la famille Jaquet-Droz, célèbres horlogers, les automates Jaquet-Droz désignent trois pièces fabriquées par Pierre Jaquet-Droz, son fils Henri-Louis Jaquet-Droz et Jean-Frédéric Leschot entre 1767 et 1774 : la Musicienne, le Dessinateur et l'Écrivain. Les trois automates, encore parfaitement fonctionnels, se trouvent au musée d'art et d'histoire de Neuchâtel en Suisse. On peut les considérer comme de lointains ancêtres des robots modernes. En effet, une particularité de ces automates était la possibilité de modifier les cylindres qui les commandaient, les rendant d'une certaine façon programmables.

## Automates et marionnettes

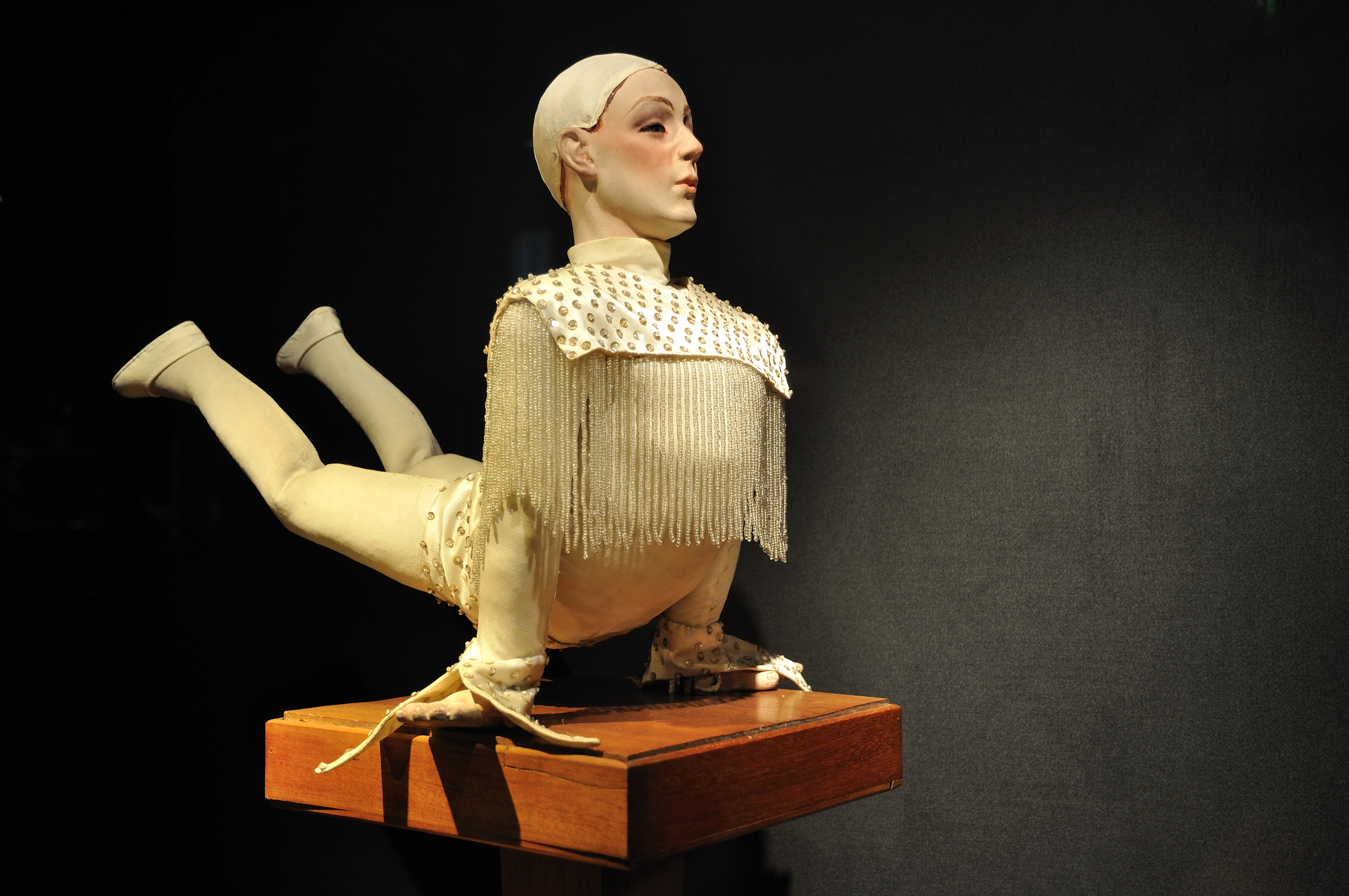
Automate contorsionniste, musée des Arts et Métiers de Paris.

Les constructeurs d'automates d'art experts en simulation de la réalité ne sont pas des marionnettistes, Alors que le marionnettiste a le pouvoir d'agir sur le mouvement du personnage en fonction de l'évolution de la représentation, le créateur d'automate crée un mouvement irréversible qui n'aura de fin que lorsque l'énergie qui meut la mécanique sera épuisée. Le mouvement de la marionnette est indissociable du milieu dans lequel elle évolue, par l'intermédiaire du marionnettiste alors que le mouvement de l'automate est ailleurs, dans un autre monde, sans doute celui de la mécanique si l'on voit la performance technique. Mais de nombreux poètes accordent à l'automate une puissance onirique fascinante justement parce que le mouvement est incontrôlable. Une fois en marche, seul l'arrêt du mécanisme, du ressort... met fin à l'apaisante ou l'angoissante fascination.

## Les automates aujourd'hui

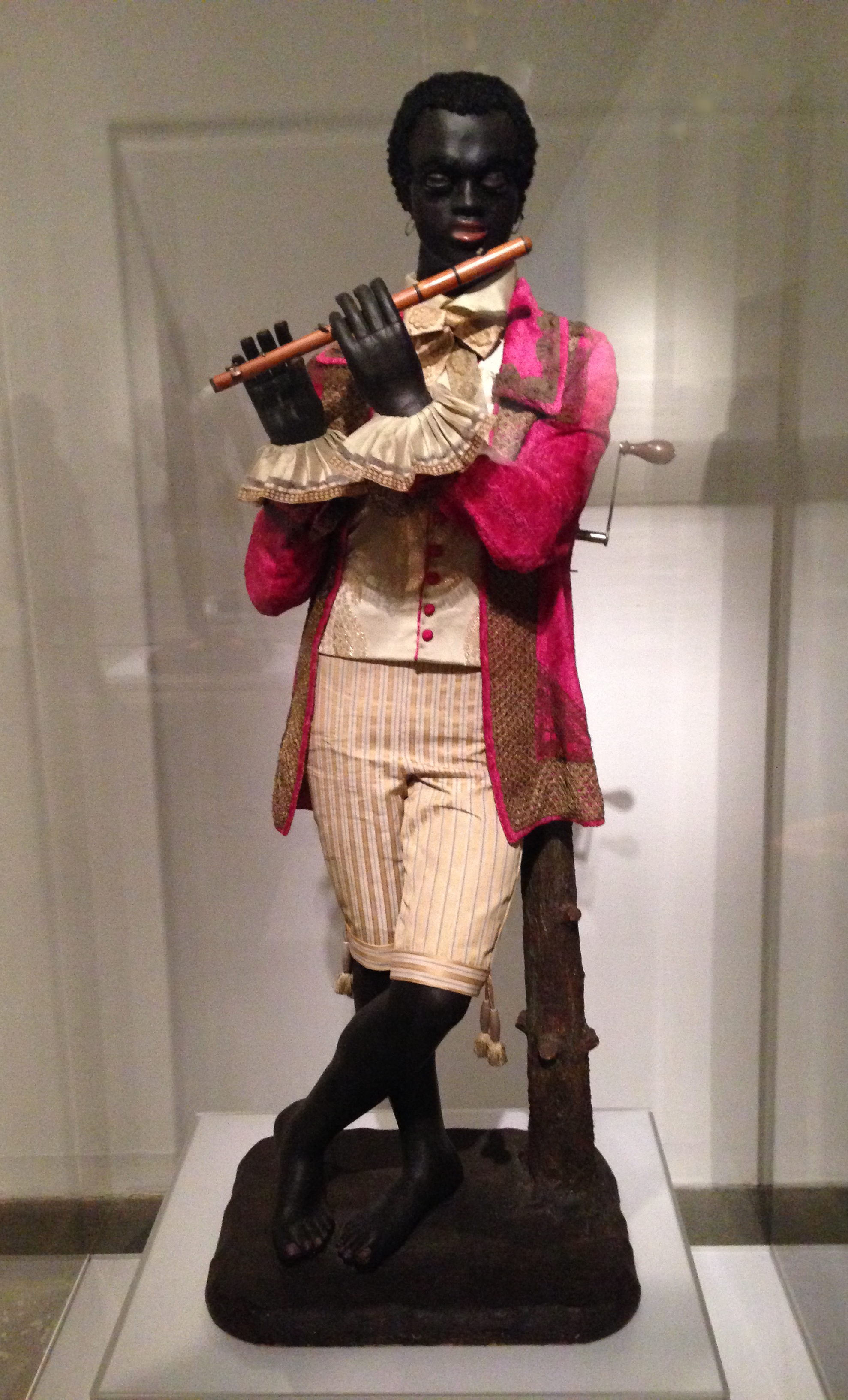
Le Flutiste de Théroude.

Même aujourd'hui, les créateurs d'automates gardent jalousement secret les techniques qu'ils inventent et même si certaines pièces sont produites à plusieurs exemplaires, la fabrication reste confidentielle, comme les jouets d’Alexandre Nicolas Théroude, fabricant de jouets et d’automates. Parmi les fabricants en série des XIXe et XXe siècles, on peut citer la maison Roullet-Decamps et l'atelier de Gustave Vichy.
Il reste au XXIe siècle très peu de créateurs travaillant dans l'esprit « mécanique » et artisanal, c'est-à-dire selon les principes de la mécanique d'art. L'utilisation de l'électricité, de l'informatique, a permis aux artistes créateurs de se concentrer sur leur objectif artistique délaissant il est vrai la traditionnelle clé, mais la magie du mouvement est encore là.

## Types d'automates
- Boîte à musique
- Boîte à oiseau chanteur
- Orgue de Barbarie
- Automate androïde : en juin-juillet 2006, le psychologue Robert Epstein rencontre au Japon Repliee Q1, un androïde beau et réaliste. Repliee Q1 possède une peau souple et des expressions de visage convaincantes[5].
- Automate contemporain : très souvent androïde (voir ci-dessus), c'est très souvent un robot.

## Réalisations célèbres
- Le Turc mécanique, automate joueur d'échecs du baron von Kempelen au XVIIe siècle. Une mystification.
- Boîtes à musique avec automates de danseurs et de danseuses.
- Automates anthropomorphes de Vaucanson et de Jaquet-Droz.
- Jacquemarts des horloges de cathédrales.
- Les automates de Robert-Houdin[6] comme L'Oranger merveilleux, Le Pâtissier du Palais-Royal, ou Le Voltigeur au trapèze.
- La Dame à l'éventail, L'Artiste peintre, La Repasseuse, Le Poète en larme, La Magicienne, Les Chanteurs napolitains, Le Pierrot lunaire (cet automate, qui joue de la harpe sur un croissant de lune et qui tire la langue, a été créé en 1880 dans l'atelier Vichy), automates exposés au musée des automates de Neuilly-sur-Seine.
- La Leçon amoureuse, Venise imaginaire, L'Orchestre de singes, tableaux animés exposés au musée des automates de Neuilly-sur-Seine.
- La Charmeuse de serpent[7],[8] (créé par la maison Roullet-Decamps vers 1900) premier automate « nu » (articulations et machineries sont dissimulées sous les bijoux), musée de l'Automate à Souillac.
- La Passion de Pitou : œuvre contemporaine exposé dans le jardin du musée des beaux arts de Châteauroux.
- Récemment, l'Automate rieur, musée de l'automate de Souillac, doit sa renommée à la vidéo d'un touriste amateur[9]
- La main qui écrit, exposée au musée Galilée de Florence

## Endroits où on peut voir des automates
- Le musée de l'automate de Souillac, plus grand musée d'automates anciens et de jouets mécaniques d'Europe, dont la collection date des XIXe et XXe siècles, issue essentiellement des ateliers Roullet-Decamps, expose plusieurs pièces issues des ateliers Roullet-Decamps et Phalibois.
- Les contes de fée animés et le théâtre d'automates du « Village enchanté » de Bellefontaine.
- Le musée Imaginaire à Amboise.
- Le musée des Arts forains à Paris.
- Le musée municipal des automates à Neuilly-sur-Seine expose 69 automates de la collection réunie par l'antiquaire et décorateur de théâtre Jacques Damiot, acquise par la commune dans les années 1970.
- Musée des automates de Monaco.
- Musée La Magie des Automates à Lans-en-Vercors, près de Grenoble
- Automates Avenue à Falaise
- Le Moulin des automates
- Les Chats bottés et autres contes, automates Langlois au château de Breteuil.
- Musée des arts et métiers, à Paris où l'on peut voir la Joueuse de Tympanon.
- Musée de Neuchâtel, en Suisse. Automates Jaquet-Droz.
- Musée des automates, Fondation ASG-EMA, à Lyon
- Musée Baud, L'Auberson, Suisse
- Musée d'automates et de boîtes à musique (Centre International de la Mécanique d'Art), Sainte-Croix, Suisse

### Filmographie
- [vidéo] « « Je ne suis pas (qu')un robot » », sur YouTube, tourné en 2014-2015 à Ste-Croix (Suisse) dans l'atelier de François Junod.